# Tinerețe fără bătrînețe
Tinerețe fără bătrînețe  este un film fantastic românesc din 1969 regizat de Elisabeta Bostan. Rolurile principale au fost interpretate de actorii Carmen Stănescu, Emanoil Petruț, Mircea Breazu și Anna Széles. Scenariul este realizat de Elisabeta Bostan ca o adaptare a basmului popular Tinerețe fără bătrânețe și viață fără de moarte cules de Petre Ispirescu și introdusă în colecția Legende sau basmele românilor (1872). Făt-Frumos pleacă în lume pentru a găsi ceea ce i s-a promis de mic copil ca să nu mai plângă: tinerețea veșnică.

## Rezumat
Un țăran (George Motoi) îi promite copilul său „Tinerețe fără bătrânețe și viață fără de moarte” numai ca să se oprească din plâns. Când fiul crește, îi cere tatălui său ce i-a promis, dar tatăl său nu-i poate da așa ceva. De aceea, Făt-Frumos, fiul țăranului, pleacă în lume să găsească singur ce i-a fost promis. Acesta se întâlnește cu Moș Vreme (Emanoil Petruț), care conduce timpul cu o roată uriașă. Moș Vreme îi spune lui Făt-Frumos că va trebui să îndeplinească trei sarcini pentru a găsi tinerețea fără bătrânețe. Făt-Frumos îi cere ca timpul să nu-i stea împotrivă. El pleacă mai departe și găsește o floare aplecată în pădure pe care o ajută cu câteva picături de apă și o îndreaptă. Aceasta se transformă într-o fată drăguță care îi mulțumește pentru ajutor și îi dă un corn magic: când el va fi în pericol să sune și ea îl va ajuta, dar cornul poate cânta doar de trei ori. Ea se transformă din nou într-o floare și Făt-Frumos folosește cornul pentru prima dată deoarece dorește s-o vadă din nou. Mai târziu, el se întâlnește cu Prințul Minciunilor din a cărui colivie Făt-Frumos o eliberează pe Împărăteasa Neamului Păsăresc. Aceasta îl avertizează de Vrăjitoarea cea Rea care vrea să-l omoare și îi dă una din cele mai frumoase pene din coroana sa pe care s-o pună la ureche când este în pericol. După ce se luptă cu Prințul Minciunilor îl închide pe acesta în colivie și-l aruncă într-o prăpastie provocând un nor negru de fum.
În cele din urmă urcă pe curcubeu și ajunge în Împărăția Tinereții fără bătrânețe. La poarta împărăției află că doar cine împlinește cele trei dorințe ale fetei împăratului va primi tinerețe fără bătrânețe. Prima sarcină este să aducă spicul de aur al bunătății din ghearele de foc ale vrăjitoarei. Vrăjitoarea cea Rea, conducătoarea regatului secetei, îi promite spicul dacă va face ca pământurile sale să fie din nou fertile. El găsește și un cal istovit pe care încearcă să-l ajute cu apă, dar vrăjitoarea îi dă o găleată cu pământ. După ce își dă seama că vrăjitoarea nu vrea să-i dea spicul, Făt-Frumos începe să cânte din fluierul magic, Vrăjitoarea fără să vrea joacă până adoarme iar spicul sare din cufărul în care a fost încuiat. Făt-Frumos ia spicul, calul se transformă într-unul năzdrăvan și-l duce pe Făt-Frumos la poarta Împărăției Tinereții fără bătrânețe.
A doua sarcină este de a aduce din adâncurile pământului mărul de aur al adevărului. Pentru a reuși acest lucru, Făt-Frumos trebuie să găsească mai întâi inelul de aur din degetul Împăratului Mincinoșilor. Aici tânărul se întâlnește cu vechiul său dușman, care este fiul împăratului. După ce se luptă cu acesta și cu ceilalți supuși ai împărăției, ia inelul de aur cu care scoate din adâncurile pământului mărul de aur. Mărul de aur îi oferă protecție împotriva Mincinoșilor care renunță să-l mai urmărească, cu excepția fiului Împăratului Mincinoșilor. După finalizarea acestei sarcini, i se permite să intre în sala tronului împărăției Tinereții Veșnice unde este spionat de fiul Împăratului Mincinoșilor. Făt-Frumos o vede pentru prima dată pe fata Împăratului Împărăției Tinereții Veșnice.
A treia sarcină este de a găsi cheia cărții care descrie istoria Împărăției Tinereții Veșnice. Pentru a face acest lucru, trebuie să intre printr-un turn foarte înalt în lumea subacvatică, în tărâmul apelor înșelătoare.
Pentru a urca în turn Făt-Frumos este nevoit să recurgă la ajutorul fiului Împăratului Mincinoșilor. Odată ajunși sus, Făt-Frumos coboară pe o frânghie în turn de unde ia cheia, dar odată ce urcă din nou sus și-i dă cheia fiului Împăratului Mincinoșilor, acesta îl aruncă înapoi în turn. Ajuns într-o situație disperată, cere ajutorul lui Moș Vreme care-i promite că-l va scăpa dacă răspunde la trei întrebări. Tânărul răspunde corect la întrebări și primește o cheie diferită cu care intră în palatul regal în momentul nunții fetei Împăratului Împărăției Tinereții Veșnice cu fiul Împăratului Mincinoșilor.
Apoi, Împăratul Împărăției Tinereții Veșnice pune cele două chei pe un cântar și se dovedește că ceea a lui Făt-Frumos este cea reală. Fiul Împăratului Mincinoșilor moare. Are loc o nuntă ca în povești. Lui Făt-Frumos îi este foarte sete după toate aventurile sale și bea din Apa Plângerii și a Dorului. Părul i se albește. Prințesa este de acord să renunțe la nemurirea ei și să trăiască împreună cu iubitul ei o viață umană obișnuită.

### Cele trei ghicitori
Cele trei ghicitori puse de Moș Vreme pentru a-l scoate pe Făt-Frumos din tărâmul apelor înșelătoare sunt:
1. Ce-ar fi și tot este, ce-ar trăi și tot trăiește. Aleargă iute și nimeni nu-l ajunge? - Răspunsul este Gândul.
2. Nu face nicicând umbră pe pământ, cât lumea-i de mare și de ar sta în picioare ar da cu capul drept în Soare? - Răspunsul este Drumul.
3. De când e se tot vorbește și deloc nu îmbătrânește. Și cu cât se învârtește tot mai mult întinerește? - Răspunsul este Hora.

## Distribuție
- Carmen Stănescu — Împărăteasa Tinereții fără bătrânețe
- Emanoil Petruț — Împăratul Tinereții fără bătrânețe / Moș Vreme
- Anna Széles — fiica împăratului Tinereții fără bătrânețe / Zâna cea bună (menționată Ana Szèles)
- Mircea Breazu — Făt-Frumos
- Nicolae Secăreanu — Împăratul Minciună
- Ioan Tugearu — Prințul Minciunilor, fiul Împăratului Minciună (menționat Ion Tugearu)
- Mihai Pălădescu — Vrăjitoarea cea Rea de la hotarul Împărăției Tinereții fără bătrânețe
- Nicolae Brancomir — Înțeleptul din Împărăția Tinereții fără bătrânețe
- Margareta Pogonat	— mama lui Făt-Frumos
- George Motoi — tatăl lui Făt-Frumos (menționat George Mottoi)
- Corina Constantinescu — ursitoare
- Eugenia Bosînceanu — ursitoare
- Zoe Anghel-Stanca — ursitoare
- Simona Manda

## Producție
Filmările au avut loc în perioada 12 august 1968 – 13 februarie 1969, exterioare la Bran, Plaiul Foii, Zărnești, Cheile Bicazului și pe litoralul românesc; cele interioare în studioul Mosfilm din Uniunea Sovietică. Cheltuielile de producție s-au ridicat la 6.144.383 lei.

## Titlul în alte limbi
În Republica Democrată Germană a fost difuzat cinematografic sub denumirea Das Schloß hinterm Regenbogen - Castelul din spatele curcubeului (premiera la 7 august 1970) fără a se menționa că este o coproducție cu Mosfilm. În Uniunea Sovietică a fost difuzat ca Молодость без старости.

## Primire
Filmul a fost vizionat de 2.739.504 de spectatori în cinematografele din România, după cum atestă o situație a numărului de spectatori înregistrat de filmele românești de la data premierei și până la data de 31 decembrie 2014 alcătuită de Centrul Național al Cinematografiei.
Tudor Caranfil în Dicționar de filme românești apreciază că „Filmul nu e o simplă adaptare după basmul cules de Petre Ispirescu, ci mai curând o chintesență a poveștii populare românești. Autoarea vădește îndrăzneala de a figura, cu inventivitate, abstracția folclorică, de a comenta și traduce cinematografic expresii populare ca, de pildă, „a depăna timpul” întrupată de un Moș Vreme cu uriașa sa roată pe care, cu îndrăzneala zănatică a vârstei, Făt Frumos încearcă s-o oprească din mers, sau doina trist șuierată din frunză care nu numai că înmoaie inimile, dar face să cedeze până și tăria frânghiilor care l-au ținut pe erou. Chiar imaginea acelui armăsar zburător care deschide genericul cuprinde ceva din elanul etern al basmului românesc.”

### Premii
- 1969 - Moscova - Premiul special al juriului
- 1969 - Teheran - Placheta de aur
- 1969 - Ciudad de La Plata - Medalia de aur pentru cel mai bun film